# D'après une histoire vraie
D'après une histoire vraie is een Frans-Belgische biografische film uit 2017, geregisseerd door Roman Polański, geschreven door Olivier Assayas en Polański en gebaseerd op de gelijknamige roman uit 2015 van Delphine de Vigan. De film ging op 27 mei in première op het filmfestival van Cannes 2017 buiten competitie.

## Verhaal
Delphine (Emmanuelle Seigner), een schrijfster uit Parijs heeft een succesvolle roman uitgebracht met het verhaal van haar moeder die op 61-jarige leeftijd zelfmoord pleegde. Al snel begint ze ze anonieme brieven te ontvangen van een fanatieke fan die het niet eens is dat Delphine verhalen over haar eigen familie publiek maakt. Delphine krijgt te kampen met een depressie en een schrijversblok. Op een dag ontmoet ze de jonge Elle (Eva Green) waarmee ze een romance begint.

## Rolverdeling
| Acteur             | Personage         |
| ------------------ | ----------------- |
| Eva Green          | Elle (L.)         |
| Emmanuelle Seigner | Delphine de Vigan |
| Camille Chamoux    | Oriane            |
| Vincent Perez      | François          |
| Dominique Pinon    | Raymond           |
| Alexia Séféroglou  |                   |